# Ward Demuyt
Ward Demuyt (Oostkamp, 20 januari 1935 – aldaar, 2 augustus 2023) was een Belgisch volksvertegenwoordiger en burgemeester van de gemeente Oostkamp.

## Levensloop
Ward Demuyt was de zoon van Marcel Demuyt, voorzitter van het Openbaar Centrum voor Maatschappelijk Welzijn in Oostkamp, en van Clara Perquy. Hij trouwde in 1957 met Gilberte Baeckelandt.
Demuyt was gedurende zijn eerste professionele jaren turnleraar en gewestleider en gouwhoofd van de KAJ. In 1954 werd hij bediende bij de Christelijke Mutualiteiten (CM), lid van het dagelijks bestuur van het ACW, bestuurslid en voorzitter van de CM, afdeling Oostkamp.

## Burgemeester
In 1965 werd Demuyt gemeenteraadslid van Oostkamp, waar hij in 1971 eerste schepen werd. Hij bleef eerste schepen na de fusie in 1977 en volgde in 1978 Jozef D'Hoore als burgemeester. Hij bleef dit ambt uitoefenen tot in 1994. Hij werd toen opgevolgd door Luc Vanparys.
Van maart 1968 tot november 1971 was hij CVP-provincieraadslid voor het district Brugge.

## Volksvertegenwoordiger
Bij de wetgevende verkiezingen van 24 november 1991 werd Demuyt verkozen tot lid van de Kamer van volksvertegenwoordigers voor het arrondissement Brugge. Hij vervulde dit mandaat tot 20 mei 1995. In de Kamer maakte hij deel uit van de commissies volksgezondheid en leefmilieu, alsook infrastructuur. Hij diende het wetsvoorstel in tot verplichting van het handenvrij mobiel telefoneren in rijdende auto's.
In de periode januari 1992-mei 1995 had hij als gevolg van het toen bestaande dubbelmandaat ook zitting in de Vlaamse Raad, de voorloper van het Vlaams Parlement.